# Дано, Хатч
Хатчингс Роял «Хатч» Дано (англ. Hutchings Royal "Hutch" Dano, род. 21 мая 1992) — американский актер, известный ролью Зика в сериале «Зик и Лютер». Он также играл роль Генри в фильме «Рамона и Бизус».

## Биография
Хатч родился в Санта-Монике, штат Калифорния в семье актера Рика Дано. Свою актёрскую карьеру начал с пяти лет. Его дед по отцовской линии — актёр Роял Дано, его прабабушка и прадед с материнской стороны, Джейкоб Уолтер Рабен и Вирджиния Брюс, актриса и сценарист/режиссёр.
Он работал в магазине скейтбордов и учился в средней школе Санта-Моники. В настоящее время проживает в Венис-Бич, штат Калифорния.

## Фильмография
| Год           |     | Русское название                | Оригинальное название    | Роль          |
| ------------- | --- | ------------------------------- | ------------------------ | ------------- |
| 2009—2011     | с   | Всё тип-топ, или Жизнь на борту | The Suite Life on Deck   | Лось          |
| 2009—2012     | с   | Зик и Лютер                     | Zeke and Luther          | Зик           |
| 2010          | ф   | Рамона и Бизус                  | Ramona and Beezus        | Генри Хаггинс |
| 2010          | тф  | Один брат на весь отряд         | Den Brother              | Алекс Пирсон  |
| 2010          | с   | Закон и порядок: Лос-Анджелес   | Law & Order: Los Angeles | Люк Джарроу   |
| 2011          | с   | Белый воротничок                | White Collar             | Скотт Риверс  |
| 2013          | ф   |                                 | Feels So Good            | Эван          |
| 2014          | ф   | Бобры-зомби                     | Zombeavers               | Сэм           |
| 2014          | кор |                                 | Congratulations, Josh!   | Джош          |
| 2015—наст.вр. | с   |                                 | Divorced Family          | Мэтт          |
| 2015          | ф   |                                 | Double Daddy             | Лукас         |